# Jean-Pierre Sauvage
Jean-Pierre Sauvage (ur. 21 października 1944 w Paryżu) – francuski chemik związany z Uniwersytetem w Strasburgu, laureat Nagrody Nobla w dziedzinie chemii w 2016 roku.

## Życiorys
Ukończył studia w Państwowej Wyższej Szkole Chemicznej w Strasburgu. Pracował w dziedzinie chemii koordynacyjnej, a także przyczynił się do rozwoju urządzeń molekularnych.
W 2016 został laureatem Nagrody Nobla w dziedzinie chemii wraz z Sir J. Fraserem Stoddartem i Bernardem L. Feringa za zaprojektowanie i syntezę maszyn molekularnych.

## Odznaczenia
- Złota i Srebrna Gwiazda Orderu Wschodzącego Słońca (Japonia, 2020)[4]